# Hjördis Nordin
Hjördis Margareta Nordin-Hallquist, née le 2 août 1932 à Lund, est une gymnaste artistique suédoise. 

## Palmarès

### Jeux olympiques
- Helsinki 1952
  -  médaille d'or aux exercices d'ensemble avec agrès portatifs par équipes

### Championnats du monde
- Bâle 1950
  -  médaille d'or par équipes